# Mstów (gmina)
Pour les articles homonymes, voir Mstów.
Mstów est une gmina rurale du powiat de Częstochowa, Silésie, dans le sud de la Pologne. Son siège est le village de Mstów, qui se situe environ 13 km à l'est de Częstochowa et 68 km au nord de la capitale régionale Katowice.
La gmina couvre une superficie de 119,84 km2 pour une population de 10 189 habitants.

## Géographie
La gmina inclut les villages de Brzyszów, Cegielnia, Gąszczyk, Jaskrów, Jaźwiny, Kłobukowice, Kobyłczyce, Krasice, Kuchary, Kuśmierki, Latosówka, Łuszczyn, Małusy Małe, Małusy Wielkie, Mokrzesz, Mstów, Pniaki Mokrzeskie, Rajsko, Siedlec, Srocko, Wancerzów et Zawada.
La gmina borde la ville de Częstochowa et les gminy de Dąbrowa Zielona, Janów, Kłomnice, Olsztyn, Przyrów et Rędziny.